# Husův sbor (Ostrava-Michálkovice)
Husův sbor Církve československé husitské v Ostravě-Michálkovicích je církevní stavba, která se nachází na jižním okraji Michalského náměstí v Ostravě-Michálkovicích. Plán stavby vypracoval stavitel Otmar Pazourek z Moravské Ostravy. Dne 10. listopadu 1924 byly zahájeny výkopové práce na výstavbě Husova sboru. Po vystavění podezdívky byl za mimořádné účasti občanů Michálkovic položen základní kámen 17. května 1925 s pamětní listinou. Samotná stavba kostela se potýkala se značnými finančními problémy, které se nepříznivě projevily na délce stavby. Bohoslužby vánočních svátků v roce 1926 se proto konaly v nedostavěné budově. V polovině roku 1927 se podařilo půjčkou zajistit dokončení stavby. Slavnostní otevření sboru se konalo 11. září 1927.
Poblíž oltáře byla umístěna vitrína s pietně uloženou prstí ze tří legionářských bojišť 1. světové války: ukrajinského Zborova, italského Doss´ Alta a francouzského Terronu.
Při bombardování 16. března 1945 byla silně poškozena východní část budovy se schodištěm, a musela být proto stržena. V průběhu roku 1946 byla poničená část opravena novou přístavbou, která je poněkud odlišná od původní stavby.
V roce 1901 vysvětil pastor Michalík evangelickou část hřbitova v jeho spodní části. Vedl k ní zvláštní vchod nacházející se poblíž zadní části Husova sboru. Tuto událost připomíná kamenný kříž s veršem Janova evangelia v polském jazyce.